# Рони Скотс
„Рони Скотс“ е влиятелен джаз клуб в Лондон, Англия.
Отваря врати на 30 октомври 1959 година, когато се помещава в мазе на ул. „Джерард Стрийт“ № 39 в квартала Сохо. Негови управители са музикантите Рони Скот и Пит Кинг. След 1965 г. се премества в по-голямо помещение, близо до ул. „Фрът Стрийт“ №47. Първоначалното местоположение е използвано от „Олд Плейс“ до 1967 г., когато наемният договор изтича, там се правят изпълнения от набиращи сила музиканти.
Зут Симс е първият презатлантически посетител, от 1962 г., и той е последван от много други (саксофонисти, които Скот и Кинг (и двамата тенор саксофонисти) харесват, например Джони Грифин, Лий Кониц, Сони Ролинс, Сони Стит) в идните години. Много британски джазмени често гостуват, например Тъби Хейс и Дик Мориси, които идват за джем сесии с посещаващи звезди.
В средата на 1960-те години Ърнест Ранглин е резидентният китарист. Пианист до 1967 г. е Стан Трейси.